# Municipio metropolitano
Un distrito o municipio metropolitano (en inglés: metropolitan borough) es un tipo de distrito inglés, caracterizado por ser subdivisión de un condado metropolitano. Hay un total de treinta y seis distritos metropolitanos repartidos en los condados metropolitanos del Gran Mánchester, Merseyside, Midlands Occidentales, Tyne y Wear, Yorkshire del Oeste y Yorkshire del Sur. Todos ellos tienen el estatus de municipio y algunos, además, el de ciudad.
Fueron creados por la Ley de Gobierno Local de 1972, que entró en vigor el 1 de abril de 1974. Tras la abolición de los concejos de los seis condados metropolitanos por la Ley de Gobierno Local de 1985, que entró en vigor el 1 de abril del año siguiente, los municipios recibieron buena parte de sus poderes y se convirtieron en entidades similares a las autoridades unitarias.
El término municipio metropolitano fue usado también para las subdivisiones administrativas del condado de Londres entre 1900 y 1965, año en el que fueron abolidos por la Ley de Gobierno de Londres de 1963
|                       |                       |                                                                                            |
| Condado metropolitano | Condado metropolitano | Municipios metropolitanos                                                                  |
|                       | Gran Mánchester       | Bolton, Bury, Mánchester, Oldham, Rochdale, Salford, Stockport, Tameside, Trafford y Wigan |
|                       | Merseyside            | Knowsley, Liverpool, Sefton, St. Helens y Wirral                                           |
|                       | Yorkshire del Sur     | Barnsley, Doncaster, Rotherham y Sheffield                                                 |
|                       | Tyne y Wear           | Gateshead, Newcastle upon Tyne, North Tyneside, Sunderland y South Tyneside                |
|                       | Midlands Occidentales | Birmingham, Coventry, Dudley, Sandwell, Solihull, Walsall y Wolverhampton                  |
|                       | Yorkshire del Oeste   | Bradford, Calderdale, Kirklees, Leeds y Wakefield                                          |